# Jack Zipes
Jack David Zipes (geboren 7. Juni 1937 in New York City) ist ein US-amerikanischer Literaturwissenschaftler, Märchenforscher und Übersetzer.

## Leben
Jack Zipes studierte Politische Wissenschaften am Dartmouth College (B.A., 1959) und Englisch und Komparatistik an der Columbia University (M. A., 1960). Nach einem Studienaufenthalt an den Universitäten München und Tübingen wurde Zipes 1965 mit einer Dissertation über den romantischen Helden in der deutschen und US-amerikanischen Literatur an der Columbia University promoviert. 1966/67 war er als Dozent nochmals an der Universität München und war danach als Dozent von 1967 bis 1972 an der New York University, von 1972 bis 1986 an der University of Wisconsin–Milwaukee und von 1986 bis 1989 an der University of Florida beschäftigt. Er wurde 1989 Germanistikprofessor an der University of Minnesota und wurde dort auch emeritiert. Gastprofessuren erhielt er an der FU Berlin und an der  Columbia University.
Zipes erhielt mehrere Stipendien, darunter eine Guggenheim Fellowship (1988–89) und ein National Endowment for the Humanities (1998–1999). Er wurde 1999 mit dem Internationalen Grimm-Preis  ausgezeichnet und erhielt 2019 den World Fantasy Award für sein Lebenswerk. Zipes ist Mitglied der Brüder Grimm-Gesellschaft und war 1991 bis 1994 Vertreter im Vorstand der Modern Language Association. Zipes war Mitherausgeber der Zeitschrift New German Critique.
Nachdem Zipes die so genannte „Ausgabe der letzten Hand“ der Grimms Märchen (von 1857) ins Englische übersetzt hatte, ging er dann gleich an die Übersetzung der ersten Ausgabe (von 1812 und 1815), die er 2014 abschloss. Er übersetzte auch die auf Deutsch verfasste Sammlung der sizilianischen Märchen von Laura Gonzenbach.

## Schriften (Auswahl)
- The great refusal: Studies of the romantic hero in German and American literature. Bad Homburg: Athenäum, 1970
- Steppenwolf and Everyman, a translation of essays by Hans Mayer with an introductory essay on Mayer. New York: Crowell, 1971
- Romantik in kritischer Perspektive by Marianne Thalmann, a collection of essays edited and introduced with an essay on Thalmann. Heidelberg: Stiehm, 1976.
- Political Plays for Children: The Grips-Theater of Berlin, a translation of three plays with an introduction about the history of the Grips Theater. St. Louis: Telos, 1976.
- Breaking the Magic Spell: Radical Theories of Folk and Fairy Tales. 1979
- Fairy Tales and the Art of Subversion: The Classical Genre for Children and the Process of Civilization. London: Heinemann, 1983
- Rotkäppchens Lust und Leid : Biographie eines europäischen Märchens. Frankfurt/M.: Ullstein, 1985 ISBN 978-3-548-30170-9 (zuerst 1982)
- mit Anson Rabinbach (Hrsg.): Germans and Jews since the Holocaust. New York: Holmes & Meier, 1986
- Don't Bet on the Prince. Contemporary Feminist Fairy Tales in North America and England, New York: Methuen, 1986
- The Complete Fairy Tales of Brothers Grimm. New York: Bantam, 1987
- Beauties, Beasts and Enchantments: Classic French Fairy Tales. 1989
- The Operated Jew: Two Tales of Anti-Semitism. Übersetzung und kommentiert. New York: Routledge, 1991
- Fairy Tale As Myth – Myth As Fairy Tale. 1994
- (Hrsg.): Amerikanische Märchen. Frankfurt am Main: Insel, 1994
- The Fairy Tales of Hermann Hesse. Übersetzung und Einführung. New York: Bantam Books, 1995
- Creative Storytelling: Building Community/Changing Lives. New York: Routledge, 1995
- The Grammar of Fantasy by Gianni Rodari, translated with an introduction and notes. New York: Teachers and Writers Collaborative, 1996
- Happily Ever After: Fairy Tales, Children and the Culture Industry. 1997
- Sticks and Stones: The Troublesome Success of Children's Literature from Slovenly Peter to Harry Potter. 2000
- The Brothers Grimm: From Enchanted Forests to the Modern World. Revised and Expanded Second Edition. New York: Palgrave, 2002. This edition includes a new preface and a new final chapter, “The Struggle for the Grimms’ Throne: The legacy of the Grimms’ Tales in East and West Germany since 1945.” 2002
- Beautiful Angiola: The Great Treasury of Sicilian Folk and Fairy Tales Collected by Laura Gonzenbach. New York: Routledge, 2003.
- Speaking Out: Storytelling and Creative Drama for Children. 2004
- Why Fairy Tales Stick: The Evolution and Relevance of a Genre. 2006
- The Enchanted Screen: The Unknown History of Fairy-Tale Films. 2011
- Literature and Literary Theory: Fairy Tales and the Art of Subversion. 2011
- The Irresistible Fairy Tale: The Cultural and Social History of a Genre. 2012
- (Hrsg.): Die schönsten französischen Märchen. Berlin: Insel Verlag, 2017 ISBN 978-3-458-36299-9